# فتنه اول
فتنهٔ اول یا فتنهٔ کشته شدن عثمان (به عربی: فتنة مقتل عثمان) نخستین دوره از جنگ‌های داخلی مسلمانان و متشکل از زنجیره‌ای از شورش‌ها و جنگ‌های داخلی است که از ۶۵۶ تا ۶۶۱ میلادی خلافت راشدین را دست‌خوش ناآرامی ساخت. این جنگ‌ها با شورش علیه عثمان و کشته‌شدن وی آغاز شد و در طول دوران خلافت علی به طول انجامید و شش ماه پس از کشته‌شدن علی، با صلح حسن و معاویه پایان یافت.
این جنگ‌های داخلی باعث شد پیشروی اعراب در آن‌سوی مرزهای خراسان و سیستان و در شمال آفریقا متوقف شود. سپاه شام نیز از پیشروی به سوی قسطنطنیه بازماند و امپراتوری بیزانس فرصتی برای تجدید قوا یافت. همچنین اقوام تابعه در بسیاری مناطق سر به شورش برداشتند، اگرچه هیچ‌یک از این شورش‌های محلی در درازمدت قرین موفقیت نبود.

## پیش‌زمینه
دورهٔ خلافت عثمان، سومین خلیفه راشدین از لحاظ تاریخی به دو دورهٔ شش سالهٔ خوب ۲۹–۲۳ هجری و دورهٔ هرج و مرج و بی‌قانونی ۳۰–۳۵ هجری تقسیم می‌شود. با شروع سال ۳۱ هـ آشوب‌ها و جنب‌وجوش‌ها شروع به نمایان شدن و شدت گرفتن کرد که تا پایان دوره وی و دورهٔ خلفای راشدین ادامه یافت.
به نوشته ویلفرد مادلونگ، عثمان به بنی‌امیه که قوم و خویشش بودند بیش از حد امتیاز می‌داد، به‌طوری‌که نفوذ آنان روی وی سبب شد که با صحابهٔ محمد مانند ابوذر غفاری، عبدالله بن مسعود و عمار یاسر بدرفتاری کند. این موضوع و مسائل دیگر خشم مردم در مناطق مختلف حکومت اسلامی را در سال‌های ۶۵۰ و ۶۵۱ میلادی برانگیخت. بعد از اینکه مروان بن حکم، عموزادهٔ عثمان، به عنوان مشاور وی انتخاب شد، بر وی تسلط یافت. این امر باعث اعتراض بسیاری از صحابهٔ محمد به‌خصوص اعضای شورای انتخاب عثمان گردید. بسیاری از آنان به عثمان اعتراض نموده و حمایت خود را از وی قطع کردند.
این روش حکومت مخالفت‌های زیادی را برانگیخت. مخالفان او، عثمان را به خویشاوندسالاری و فساد متهم می‌کردند. به نوشته جان بوکر، سر دسته مخالفان او عایشه، همسر محمد پیامبر اسلام و دختر ابوبکر خلیفه اول، و علی داماد محمد بودند. بنا بر نظر سید حسین نصر در دانشنامهٔ بریتانیکا، علی عثمان را به عنوان خلیفه به رسمیت می‌شناخت. اما موضع بی‌طرفی را بین هواداران و مخالفان وی اتخاذ کرده بود. به نوشته رابرت گلیو، علی حداقل به لحاظ معنوی سردستهٔ مخالفان عثمان بود. در دوران خلافت عثمان، علی به همراه صحابهٔ دیگری از محمد از جمله طلحه و زبیر از منتقدان عثمان بودند. او عنوان می‌داشت که عثمان از سنت پیامبر دچار انحراف شده است. مهم‌ترین موارد اختلاف با عثمان بر سر اجرای حدود اسلامی بود. علی اصرار داشت که حدود الهی باید اجرا شود. از جمله در قضیهٔ شراب‌نوشی ولید، حاکم کوفه، که گفته می‌شود حد به دست خود علی اجرا شد. او در امور سیاسی حداقل به لحاظ معنوی نیز از سرکردگان مخالف عثمان شناخته می‌شد. در قضیه تبعید ابوذر غفاری با وجود ممنوعیت تعیین شده توسط عثمان او با فرزندانش ابوذر را بدرقه کرد.
اوضاع در کوفه در سال ۳۰–۳۲ هجری /۴–۶۵۲ میلادی بدتر گردید. قاریان کوفه که تفکرات مذهبی و سیاسی مخالف عثمان داشتند، با وجود اینکه اقدامات سیاسی فراوانی در مقابله با آنان انجام شده بود، توانستند زمینهٔ عزل سعید بن عاص، والی کوفه را فراهم کرده و ابوموسی اشعری والی پیشین بصره را که زاهد بود و تفکرات مخالف عثمان داشت، امیر خود کنند. از آن به بعد، کوفه از کنترل حکومت مرکزی خارج شد. در مصر، شورش‌هایی به سرکردگی محمد بن ابی حذیفه (پسر خواندهٔ عثمان) که در سنین جوانی بود صورت گرفت و عبدالله ابن ابی سرح که والی مصر بود، در مقابل این شورش‌ها تسلیم گردید. به نظر می‌رسد که عمروعاص پس از اینکه از امارت مصر عزل شده بود و به فلسطین رفته بود، پنهانی این شورش‌ها در مصر را تحریک می‌کرد. نقش این شورش‌ها در مصر باید پررنگ‌تر از آنچه که تصور می‌شود بوده باشد. ابن لیه نیز در کتاب خود شورش مصریان را مورد بررسی قرار داده و معتقد است که تعداد مصریان در میان افرادی که خانهٔ عثمان را محاصره کرده بودند، بیش از گروه‌های دیگر بوده است.
بدین ترتیب، شورش علیه عثمان در استان‌ها و اقالیم مسلمانان ریشه زد، در نهایت سال ۳۴ هـ با آمدن کاروان حج به مدینه از سرزمین‌های اسلامی جرقه خورد. شورش‌ها بالا گرفت و معترضان از سه ناحیهٔ مختلف به مدینه آمدند. اولین گروهی که رسیده بود، مصریان بودند که سر کردهٔ آنان عبدالرحمن بن عدیس بود، این گروه روز جمعه به مسجدالنبی رفتند تا نماز جمعه را بخوانند. در این هنگام شورشیان با عثمان روبرو گردیدند و اعتراضات شدیداللحنی به وی کردند. عثمان با رویکردی صلح‌آمیز و آشتی‌جویانه، قول داد که تمامی اقدامات قبلی خود را لغو کند و والیان مناطق را عوض کند. معترضان راضی شدند و به سمت مصر بازگشتند. اما در تپه‌های شن اریس، قاصدی از سوی عثمان را یافتند و به وی مشکوک شدند و طی بازجویی از وی، نامه‌ای را یافتند که در آن به عبدالله بن ابی سرح دستور کشتن یا مثله‌کردن سران شورش‌گران مصر داده شده بود. به همین دلیل به مدینه بازگشتند و دست به انقلاب ضد وی زدند.
شورشیان خانهٔ عثمان را محاصره کردند، این گونه گذشت تا روز جمعه رسید، عثمان برای سخنرانی به بالای منبر رفت و در مورد شورشیان صحبت کرد؛ یکی از صحابه حرف وی را تأیید کرد و دیگر به حرفش اعتراض کرد که باعث نبرد در مسجد شد، عثمان در این بین زخمی شد و به خانه‌اش برده شد. عثمان چند روز در خانه‌اش محاصره بود و تعدادی از صحابه مشغول حفاظت از عثمان بوند مهم‌ترین آن‌ها حسن بن علی، عبدالله بن زبیر، مروان بن حکم و سعید بن عاص بود انقلاب گران به خانهٔ او حمله کردند و در خانه را آتش زند یکی از آن‌ها با غلاف شمشیر به سر عثمان ضربه زد، سپس با شمشیر عثمان را در تاریخ ۱۸ ذیحجه سال ۳۵ هـ (۲۰ ژوئن سال ۶۵۶م) در حالی که ۸۲ سال داشت و از خلافتش ۱۲ سال می‌گذشت کشت.
سر انجام عثمان در سال ۳۵ هجری توسط معترضانی از کوفه، مصر و بصره کشته شد. کشته شدن او باعث انشقاق شدید جامعه مسلمانان بعد از او شد. کشته شدن او نقطه عطفی در جامعه مسلمانان بود و عملاً پایان یکپارچگی مسلمانان و شروع جنگ‌های داخلی بین آنان بود. مهم‌ترین نقطه اختلاف این بود که آیا قتل عثمان عادلانه بود؟ آیا او از دستورهای اسلام منحرف شده بود؟ اگر چنین بود آیا شایسته قتل بود؟ پس از عثمان، علی به خلافت رسید که دوران خلافت او مصادف با جنگ‌های داخلی زیادی بین مسلمانان شد.

## انتخاب علی به خلافت
به نوشته مادلونگ، پس از کشته‌شدن عثمان به دست شورشیانی از مصر و کوفه و بصره، نظرها بر علی و طلحه بود. در میان اهالی مصر، حامیانی برای طلحه وجود داشت. در حالی که بصرویان و کوفیان که به مخالفت‌های علی با ظلم و بیداد توجه داشتند و اکثر انصار، آشکارا تمایل بر خلافت علی داشتند و بالاخره حرف آنان به کرسی نشست. در این میان مالک اشتر که رهبر کوفیان بود، به نظر می‌رسد که نقش اصلی را در تأمین امنیت برای خلیفه‌شدن علی داشته است. به نوشته اسماعیل پوناوالا، پیش از قتل عثمان شورشیان بصروی طرفدار طلحه و شورشیان کوفی طرفدار زبیر بودند، اما با قتل عثمان هر دو گروه به علی گرویدند. با قتل عثمان، بنی امیه از مدینه گریختند و کنترل شهر در دست مصریان، مهاجرین برجسته و انصار قرار گرفت. آن‌ها از علی برای خلافت دعوت کردند و وی پس از چند روز این منصب را پذیرفت.
هنگامی که علی به خلافت رسید، مرزهای اسلامی از غرب تا مصر و از شرق تا ارتفاعات شرقی ایران پیش رفته بود. اما اوضاع حجاز در این ایام، ناآرام بود. از اقدامات مهم علی پس از رسیدن به خلافت، عزل والیانی بود که قبلاً عثمان آن‌ها را منصوب کرده بود. او کسانی را که از نظرش قابل اعتماد بودند، به جای برکنارشدگان گماشت. در هنگام عزل و نصب والیان، ابن‌عباس و مغیرة بن شعبه وی را به احتیاط و عملکرد مصلحت‌آمیز دعوت کردند. اما علی به حرف این دو عمل نکرد. ویلفرد مادلونگ معتقد است که علی عمیقاً از وظیفهٔ اسلامی خود آگاه بود و در راه حفظ شریعت اسلام، حاضر نبود که مصلحتی را بر حقی مقدم بشمارد؛ به‌طوری‌که حتی حاضر بود در این راه با مخالفانش پیکار کند. یکی از مهم‌ترین مخالفان علی، معاویه بود. معاویه فرماندار شام و از خویشان عثمان بود که بدین سبب خونخواهی قاتلان عثمان را حق خود می‌دانست. او با علی بیعت نکرد.

### نبرد جمل

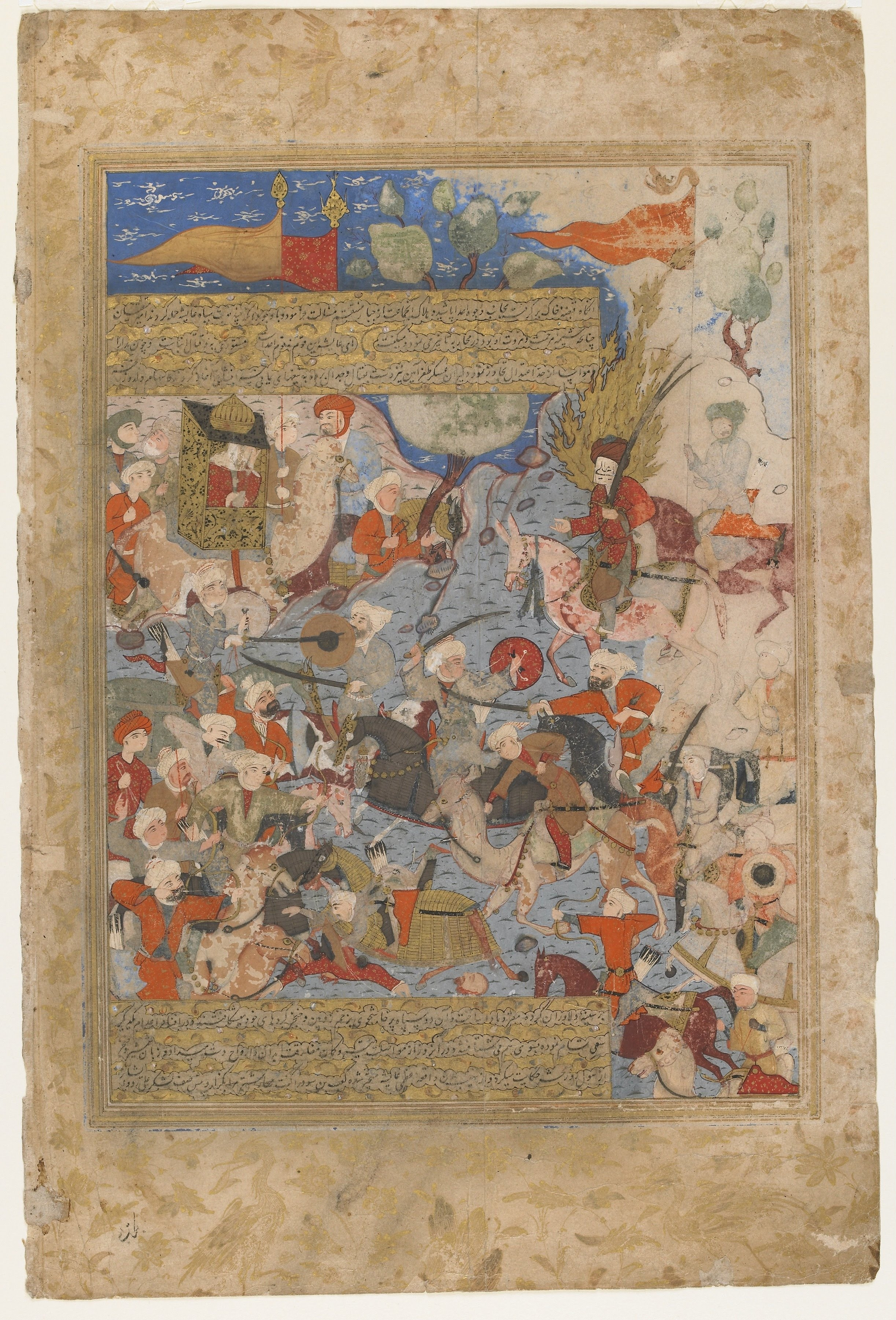
نقاشی نبرد جمل از روضة الصفا میرخواند، سال ۷۲–۱۵۷۱، دورهٔ صفویان

عایشه که در جریان شورش علیه عثمان از مخالفان وی حمایت می‌کرد، پس از طواف خانه کعبه، در راه بازگشت به مدینه خبر قتل عثمان و به خلافت رسیدن علی را شنید. سپس به مکه بازگشت و فعالانه به تبلیغ علیه علی پرداخت و چهار ماه بعد طلحه و زبیر به وی پیوستند. علاوه بر عایشه، افرادی از بنی‌امیه که از مدینه فرار کرده‌بودند و بر طبق نظر روبرت گلیو خلافت را در انحصار بنی امیه می‌دیدند و اهدافشان با طلحه و زبیر متفاوت بود، در مکه جمع شده و به والیان عزل شده بصره و یمن پیوستند که از بیت المال برای خود پول آورده‌بودند.
درخصوص انگیزه شورش علیه علی توضیحات متعددی ارائه شده است. پوناوالا می‌نویسد طلحه و زبیر که پیشتر از آرزوهای سیاسی خود ناامید شده بودند، وقتی با مخالفت علی در خصوص سپردن حکومت بصره و کوفه مواجه شدند، ناامیدیشان افزون‌تر گردید. این دو وقتی شنیدند که هواداران‌شان در مکه جمع شده‌اند، از علی درخواست کردند که اجازه دهد که برای عمره مدینه را ترک گویند. پس از آن، این دو بیعت خود با علی را شکستند و مسئولیت قتل عثمان را به گردن وی انداختند و از وی خواستند که قاتلان را محاکمه کند. واله یری می‌نویسد طلحه و زبیر و عایشه درخواست داشتند که حدود شرعی باید برای همه به‌طور مساوی برپا داشته شود و یک سری اصلاحات باید انجام گیرد. از آنجایی که این سه تن در سرنوشت عثمان به نوبه خود مسئول بودند، علت شورششان در راستای درخواست خونخواهی عثمان و مقصودی که از اصلاحات مد نظر داشتند، مبهم به نظر می‌رسد. به نظر می‌رسد که انگیزه‌های اجتماعی و اقتصادی که به خاطر ترس از تأثیرگذاری تندرویان بر علی برانگیخته شده بود، توضیح قانع‌کننده تری باشد تا احساسات شخصی. هرچند در میان مخالفان عثمان، افراد میانه‌رو بدون شک خواستار تغییر سیاست‌های وی بودند؛ ولی هیچ‌کس فکر نمی‌کرد که کار به تغییرات اساسی سیاست‌ها بکشد. برخی مورخان نظیر مادلونگ بر این باورند که این چند تن کشته شدن عثمان را بهانه‌ای برای مخالفت با علی و جاه طلبی خود قرار دادند، زیرا آنها، خلافت علی را با منافع خود، سازگار نمی‌دیدند. از سوی دیگر، شورشیان مدعی بودند که خون عثمان نیازی به قصاص ندارد، زیرا وی به خاطر عمل نکردن به قرآن و سنت محمد کشته شده است. واله یری معتقد است علت واقعی این شورش‌ها علیه علی، رویکرد بخشایشگر علی نسبت به مقصران در این قضیه (که این تفکر را القا می‌کرد که آنان مجازات نخواهند شد)، عدم برخورد قاطعی از سوی علی با شورشیان و سیاست محبوب «ضداشرافیت قریش» توسط علی بوده است.
پس از آنکه طلحه و زبیر در جمع‌آوری حامیان در حجاز ناکام ماندند، به امید پیدا کردن نیرو و منابع لازم برای بسیج‌کردن حامیان عراقی، با چند صد سرباز عزم بصره کردند. وقتی علی از این موضوع مطلع شد، همراه با سپاهی، تعقیبشان کرد اما به آن‌ها نرسید. علی چاره‌ای نداشت جز آنکه از تصرف عراق به دست این گروه ممانعت کند، چرا که شام فقط از معاویه اطاعت می‌کرد. در مصر نیز هرج و مرج حکمفرما بود؛ بنابراین با از کف رفتن عراق، عملاً استان‌های شرقی وابسته به آن، شامل ایران، نیز از دست می‌رفت.
شورشیان بصره را تصرف کرده و بسیاری از مردم را کشتند. در بصره سپاه عایشه به بیت‌المال حمله برده، و نیز عثمان بن حنیف، والی منصوب علی، را مجبور کردند که قصر حکومتی را ترک کند و موی سر و ریشش را کندند. علی ترجیح داد به جای اینکه به بصره لشکر کشد، حمایت کوفه را جلب کند. نمایندگان علی (مالک اشتر، ابن‌عباس، فرزندش حسن، و عمار بن یاسر) تلاش بسیاری برای جلب حامی برای سپاه علی کردند تا بالاخره ۶ یا ۷ یا ۱۲ هزار نفر را به سپاه علی ملحق کردند. مادلونگ می‌نویسد حسن توانست لشکر شش یا هفت هزار نفره فراهم آورد و آنان را به ذی قار آورد و به علی ملحق شد.
علی به بصره نزدیک شد و باب مذاکرات با طلحه و زبیر و عایشه را باز کرد. همه در آن زمان فکر می‌کردند توافق بین طرفین حاصل شده است، اما جنگ بین دو سپاه ناگهان آغاز شد. در منابع دربارهٔ آغازگر جنگ روایات گوناگونی آمده است. طبق برخی روایات، علی به لشکریانش دستور داد که جنگی را آغاز نکنند، اما پس از آنکه برخی از حامیان علی کشته شدند، وی خود را مستحق دانست که جنگ را علیه برخی مخالفانش از اهل قبله آغاز کند. وجه تسمیهٔ این جنگ این است که عایشه در مرکز میدان جنگ و بر روی شتری سوار بود. عایشه در این جنگ آسیبی ندید اما جنگ حول شترش بسیار شدید بود. سپاه علی پیروز شد و یاران علی زانوی شتر را قطع کردند و شتر به همراه عایشه به زمین نشست. اما عملاً پیش از این هم جنگ به پایان رسیده بود، چرا که طلحه توسط تیری که بسیاری از منابع آن را کار مروان بن حکم می‌دانند، زخمی شده و پس از آنکه او را به خانه‌ای بردند، درگذشت. زبیر نیز پس از اینکه با علی دیدار کرد و علی وی را به یاد سخنی از محمد در مورد خودش انداخت، در مشروعیت جنبشی که به راه انداخته بود، دچار تردید شد و میدان جنگ را ترک کرد. کسانی از قبیله بنی‌تمیم او را تعقیب کردند و به طرز توطئه‌آمیزی کُشتند. روبرت گلیو معتقد است که گرچه در مورد فرار و خیانت و حقارت در این جنگ در منابع اغراق شده، اما این دلایل به خوبی نشان‌دهندهٔ بی‌ثباتی مخالفان علی و حاکی از علت پیروزی آسان علی در این جنگ است. محاسبهٔ آمار دقیق رزمندگان در این جنگ و کشته‌شدگان غیرممکن است. چرا که منابع در مورد تلفات جنگ، اعدادی بین ۶٬۰۰۰ تا ۳۰٬۰۰۰ تن گزارش می‌دهند؛ ولیری می‌نویسد عدد ۳۰٬۰۰۰ اغراق است، زیرا شمار افرادی که از مدینه به همراه علی آمدند و افرادی که بعداً به وی پیوستند سر جمع به‌سختی به ۱۵٬۰۰۰ تن می‌رسد.
عایشه بازداشت گردید اما با احترام با وی رفتار شد و علی وی را تحت مراقبت به مدینه فرستاد و در این تصمیم سر سخت بود. او به سپاه عایشه امان داد و آن‌ها را پس از اخذ بیعت آزاد نمود. در خصوص بیعت برخی از سپاه جمل همچون مروان گزارش‌ها مختلف است و برخی مورخان گفته‌اند علی آن‌ها را بدون اخذ بیعت بخشید. همچنین مانع تصاحب اموالشان توسط سپاهیانش به‌عنوان غنیمت جنگی شد. این عمل علی، باعث بروز ناآرامی‌هایی در سپاهش گردید. مطلبی مهم‌تر که باعث شد تندرویان سپاه علی وی را متهم به خروج از دین بکنند، این بود که علی مانع از به کنیزی گرفتن زنان و فرزندان و گرفتن اموال کشته شدگان جنگ در سپاه عایشه گردید و تنها اموالی که در میدان جنگ به دست می‌آمد را مجاز به گرفتن دانست. آنان از علی پرسیدند که چطور ریختن خون این افراد حلال بوده اما اموالشان حرام است و بعدها حروریان (خوارج) از این پس این مسئله را یکی از اتهامات وارده بر علی مبنی بر خروج از دین به حساب می‌آوردند.

### نبرد صفین

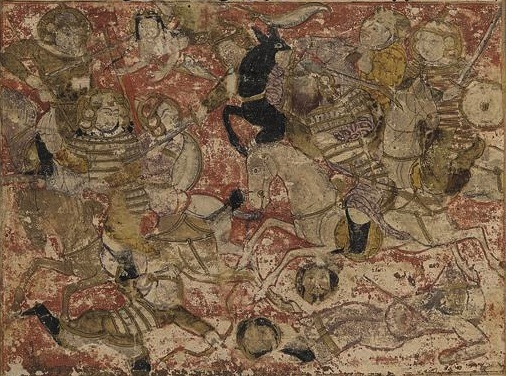
نقاشی جنگ صفین از کتاب تاریخ‌نما اثر بلعمی، ابتدای سدهٔ ۱۴ میلادی

علی بی‌درنگ پس از کامیابی در ساکت‌کردن شورش طلحه و زبیر، به تدبیر امور شام روی آورد. معاویه حاکم سرزمین شام بود. او در زمان عمر، خلیفه دوم، به فرمانداری این منطقه گماشته و در زمان عثمان در آنجا تثبیت شده بود. میان شورش‌های طلحه و زبیر با شورش معاویه یک تفاوت اصلی بود که در مورد نخست، طلحه و زبیر به دنبال شورای خلافت و برگزیدن یک خلیفهٔ دیگر بودند، ولی معاویه ادعا می‌کرد که به خونخواهی عثمان برخاسته است و درخواست مجازات قاتلان وی را دارد. پوناوالا می‌نویسد علی معتقد بود که عثمان به این دلیل کشته شد که مردم به خاطر اعمال مستبدانهٔ وی تحت ظلم بودند؛ بنابراین آن‌ها مشمول مجازات نمی‌شوند. علی نامه‌ای برای معاویه نوشت و آن را به دست جریر بن عبدالله بجلّی داد تا به دست معاویه برساند و از او بیعت بگیرد ولی معاویه به بهانه‌های گوناگون جریر را در آن سرزمین نگه داشت و در این مدت دمشق را آمادهٔ نبرد با علی کرد.
علی در این نامه اشاره می‌کند که:
مردمی که با ابوبکر و عمر و عثمان بیعت کردند، هم بدان سان بیعت مرا پذیرفتند، پس کسی که حاضر است نتواند دیگری را خلیفه گیرد و آنکه غایب است نتواند کردهٔ دیگران را نپذیرد . . .
همچنین او در این نامه به معاویه هشدار داد که در صورت زیر پا گذاشتن خواستهٔ عموم مردم و بدعت گذاشتن، با او پیکار خواهد کرد. معاویه به خودمختار بودن شام به رهبری خودش اصرار می‌ورزید ولی علی مدعی بود که تمامی استان‌های حکومت اسلامی، باید به‌طور مساوی با مشکلات جامعهٔ مسلمانان روبرو شوند. معاویه به بهانهٔ مشارکت نداشتن در انتخاب علی، حامیان شامی خود را بسیج کرده و از بیعت با علی سرباز زد. میان علی و معاویه چندین بار نامه‌نگاری شد و علی از حق قانونی‌اش به‌عنوان حاکم دفاع کرد. معاویه نامهٔ علی را با دیرکرد پاسخ داد و در این میان خود را آمادهٔ نبرد با او کرد. سپس نامه‌ای به علی فرستاد و به او پیشنهاد کرد که حکومتش را به شرطی می‌پذیرد که در جایگاه خود باقی بماند و فرمانداری مصر را هم در دست بگیرد. چون علی این درخواست را نپذیرفت، معاویه نامهٔ اعلام جنگ و درخواست قصاص قاتلان عثمان را به جریر داد تا به دست علی رساند.
علی با وجود سختی‌های بسیار که در داخل برایش پیش آمده بود توانست در ذیحجهٔ ۳۶ هجری سپاهی در عراق فراهم آورد و آن را روانهٔ صفین کند. چند زد و خورد میان دو سپاه صورت گرفت تا آغاز ماه محرم که جنگ متوقف شد. یک ماه میان دو سپاه گفتگو صورت گرفت ولی هنگامی که کاملاً روشن شد که گفتگو بی‌نتیجه است، در صفر ۶۵۷ میلادی، جنگ دوباره از سر گرفته شد. در مجموع این جنگ سه ماه طول کشید که بیشتر آن به گفتگو میان دو سپاه سپری می‌شد. جنگ برای هر دو گروه بسیار آسیب داشت و نتیجهٔ آن نامشخص بود تا آنجا که پس از یک هفته کارزار سخت، هنگامی که به نظر می‌رسید سحرگاه فردا علی پیروز خواهد شد در شب آخر به نام لیله الهریر (شب ناله)، عمرو عاص به معاویه پیشنهاد کرد که تا سربازانش قرآن‌ها را بر سر نیزه بلند کنند تا در سپاه علی اختلاف و چنددستگی افتد. معاویه که از اختلاف نظرها در سپاه علی آگاه بود از این وضعیت بهره برد و این پیشنهاد را پذیرفت.

#### قرآن سر نیزه کردن و متارکه جنگ
سپاهیان معاویه قرآن به سرنیزه‌ها آویختند و درخواست کردند تا جنگ ادامه پیدا نکند و در مقابل کار به داوری بر اساس قرآن گذاشته شود. این کار سپاه علی را دچار سردرگمی و تردید کرد. در حالی که علی بر ادامه جنگ اصرار داشت و به آن‌ها هشدار می‌داد که معاویه مرد دین نیست و این فریب و نیرنگ است، قرا نمی‌توانستند دعوت به قرآن را اجابت نکنند و حتی برخی از آن‌ها وی را تهدید کردند که اگر به جنگ ادامه دهد وی را تحویل سپاه دشمن دهند یا با وی همچون عثمان عمل کنند. علی در مواجهه با تهدید سپاهیانش متارکه جنگی را پذیرفت و به علت اصرار سربازانش، به ناچار به حکمیت قرآن تن داد.
پوناوالا در این باره می‌نویسد که کاملاً روشن بود که درخواست صلح، نه برای علی که برای اهل عراق که بیشتر سپاه علی را تشکیل می‌دادند، بود تا از این رهگذر، با دستاویز قرار دادن تعصب مردم در اعتقادات مذهبی، علی را از هوادارانش جدا کند. فریب جنگی این کار برای علی روشن بود، اما شمار اندکی از سربازان او می‌خواستند جنگ را ادامه دهند. اشعث بن قیس که قدرتمندترین رهبر قبیله‌ای کوفه بود، اصرار به قبول دعوت معاویه داشت. علی جنگ را متوقف کرد و اشعث را فرستاد تا از هدف معاویه آگاه شود. معاویه پیشنهاد کرد که هر دو طرف، داوری را برگزینند تا با هم به تصمیمی بر پایهٔ قرآن برسند و این تصمیم برای هر دو بی‌درنگ اجرا شود. بسیاری از تاریخ پژوهان معتقدند که این، ترفندی حساب شده از سوی معاویه بود.
پوناوالا می‌نویسد که در این زمان به نظر می‌رسد که معاویه هیچ گونه تلاشی برای مسائلی از قبیل خون خواهی عثمان و بازگشت به شورای انتخاب خلیفه که قبلاً بر روی آن پافشاری می‌کرد، انجام نمی‌داد. اکثر سربازان علی در این شرایط به حکمیت راضی بودند و حال به دنبال تعیین داور از سپاه علی بودند که باید با عمروعاص نماینده شامیان روبرو گردد. این مهم که داور، نماینده علی باشد یا نماینده عراقی‌ها که عمدتاً کوفی بودند، شکاف بیشتری در سپاه علی به وجود آورد. انتخاب علی ابن‌عباس یا مالک اشتر بود اما اشعث بن قیس و قرا آن را رد کرده و بر روی ابوموسی اشعری پافشاری کردند. ابوموسی مخالف علی بود و پیش‌تر، مردم کوفه را از یاری علی بازمی‌داشت. علی سرانجام به انتخاب ابوموسی رضایت داد.
توافق حکمیت در ۱۵ صفر سال ۳۷ (حدوداً ۲ اوت ۶۵۷) منعقد شد. در هنگام طرح توافق برای حکمیت علی مجبور به زدودن عنوان امیرالمؤمنین از مقابل نامش شد، تا توافق پیش رفت. معاویه اعتراض کرد که اگر از دید وی علی به واقع خلیفه بود، معاویه هرگز با وی نمی‌جنگید. بندهای اصلی توافق‌نامه مطابق با خواست جناح صلح طلب تنظیم شد. طبق توافقنامه بنا شد، وظیفه داوران نامبرده آن باشد که بر اساس احکام قرآن به توافق برسند و در هر موردی که نتوانند حکم آن را در قرآن بیابند از راهنمایی‌های سنت عادل و مورد اتفاق که در موردش بین دو طرف اختلافی نیست، استفاده کنند. موضوع حکمیت به‌طور مشخص تصریح نشد اما قرار شد که بر اساس مصلحت امت تصمیم بگیرند و امت را دچار شقاق و جنگ نکنند. زمان اولیه برای توافق هفت ماه بعد، ماه رمضان، مقرر شد و شرایطی برای مکان، شهود و دیگر شرایط تشکیل جلسه تعیین شد. به نوشته مادلونگ روشن بوده است که هر رأیی برخلاف قرآن نامعتبر خواهد بود.
به نوشته مادلونگ نه تنها شرایط حکمیت علیه علی بود، بلکه نفس پذیرش حکمیت یک شکست سیاسی برایش محسوب می‌شد. از یک سو حکمیت باور پیروان علی به حقانیت موضعشان را سست کرد و باعث شکاف در سپاه علی شد و از سوی دیگر به شامیان اطمینان داد که ادعاهای فریبکارانه معاویه اساسی استوار در قرآن دارد. این امر پیروزی اخلاقی برای معاویه محسوب می‌شد. بدین ترتیب در شرایطی که هم علی و هم معاویه می‌دانستند که حکمیت در پایان شکست خواهد خورد، معاویه که در حال شکست در جنگ بود فرصتی یافت تا موضعش در شام را مستحکم کند و علیه علی تبلیغات نماید.

### پیدایش گروه خوارج
به نوشته پوناوالا در خلال شکل‌گیری توافق بر سر حکمیت، ائتلاف حامیان علی شروع به از هم پاشیدگی نمود. مسئله توسل به سنت، باید مهم‌ترین دلیل واکنش قرا بوده باشد. آن‌ها با توافق مواقفت کردند، چرا که آن دعوت به صلح و به کار بردن قرآن بود. در آن زمان‌بندهای توافق‌نامه هنوز تعیین نشده بود و در آن موردی که علی دیگر امیرالمؤمنین تلقی نخواهد شد، وجود نداشت. از آن جدی تر، گسترش اختیارات داوران از قرآن به سنتی که ابهام‌آمیز است، اعتبار قرآن را به خطر می‌انداخت؛ بنابراین معادل حکم کردن افراد در امر دین (تحکیم الرجال فی الدین) به حساب می‌آمد. از این رو، آنان شعار «حکم کردن جز سزاوار خدا نیست.» (لا حکم الا الله) را برافراشتند. در این زمان، شامیان ادعا کردند که این توافق‌نامه، تأییدی است بر اینکه قرآن در موردن عادلانه بودن یا نبودن کشته شدن عثمان، حکم کند؛ ولی قرا شکی نداشتند که او عادلانه کشته شده است. وی بر این باور است که پیش کشیدن مسئله قتل عثمان توسط معاویه در این مقطع حساس، باید به طفره رفتن قبلی وی از این موضوع مرتبط باشد. کل ماجرا یک تلاش سازمان یافته برای تخریب ائتلاف علی به نظر می‌رسد. قرا به علی گفتند که اگر همانند آنان به خاطر پذیرش حکمیت، توبه نکند، آنان از وی اعلان برائت خواهند نمود. در هنگام بازگشت لشکر علی به کوفه، بعضی از قرا در حرورا توقف نمودند.
علی که گرفتار نافرمانی جمعی از سپاهش شده بود که بعداً خوارج نامیده شدند، ابتدا پسرعمویش، عبدالله بن عباس، را به‌عنوان نمایندهٔ خود برای مذاکره به حرورا فرستاد و سپس خود شخصاً برای بحث به آنجا رفت. علی توانست آنان را قانع کند که از نافرمانی دست بردارند که چگونگی این امر چندان روشن نیست. پس از اینکه علی به کوفه بازگشت به‌صراحت اعلام کرد که به شرایط منعقدشده در عهدنامهٔ صفین وفادار خواهد ماند. حروریان که همراه علی به کوفه بازگشته بودند، با شنیدن این سخن خشمگین شدند. در نتیجهٔ این سخن علی، خوارج با یکدیگر پنهانی ملاقات کرده و از خود پرسیدند که آیا ماندن در سرزمینی که بی‌عدالتی بر آن حکمفرماست، با تکالیفی که بر ذمهٔ بندگان خداست، سازگار می‌باشد. کسانی که ترک آن سرزمین را بایسته دانستند، پنهانی گریختند و از هم‌فکران خود در بصره خواستند که آنان نیز چنین کنند و در نهروان گرد هم آمدند. به باور فرد دونر ممکن است علت مخالفت برخی از خوارج ترس از آن بوده باشد که علی با معاویه سازش کرده و در پی آن، آنان برای حساب پس دادن در مورد شورش خود علیه عثمان فرا خوانده شوند.

### حکمیت

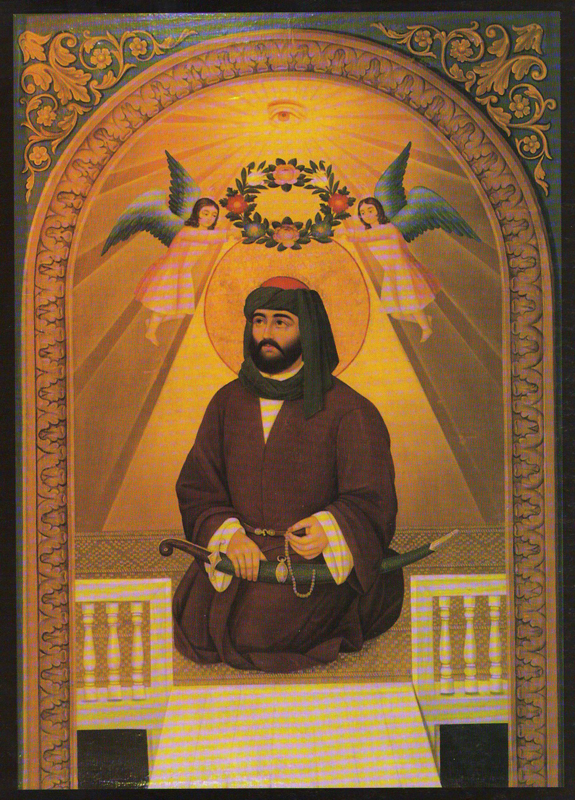
شمایل علی بن ابی‌طالب، اثر هاکوپ هوناتانیان

اولین دیدار داوران در ماه رمضان یا شوال ۳۷ هجری مصادف با فوریه یا مارس ۶۵۸ میلادی، در منطقه بی‌طرف دومةالجندل برگزار شد. نتیجه دیدار این شد که اعمالی که عثمان به آن‌ها متهم شده بود، مستبدانه نبود و وی ناعادلانه کشته شده و معاویه حق خون خواهی از وی را دارد. مادلونگ می‌گوید، این تصمیم، یک مصالحه سیاسی بود که بر اساس تحقیق قضایی صورت نگرفته بود. با این حال، رأی به بیگناهی عثمان تبدیل به یکی از عقاید دینی اهل سنت گردید. این حکم مطلوب عمروعاص بود، زیرا مانع از پیوستن افراد بی‌طرف به علی می‌شد.
موضوع اصلی، اما، رفع اختلاف مسلمانان در خصوص خلیفه بود. به نوشته مادلونگ ابوموسی شخصی بی‌طرف و صلح‌جو بود، اما در این زمان حاضر به متهم کردن علی یا خلع وی و پذیرش خلافت معاویه نبود. وضعیت ایدئال برای ابوموسی تشکیل شورای خلافت متشکل از افراد بی‌طرف بود. عمرو عاص بر آن بود که جلوی هر تصمیمی در خصوص خلافت علی یا تشکیل شورای خلافت را بگیرد. البته به زعم مادلونگ، در این زمان هنوز بحث خلافت معاویه مطرح نبود. بدین ترتیب مادلونگ تصریح می‌کند که برخلاف برداشت واله یری، حکمیت در دستیابی به هدف اصلیش که رفع اختلاف و پایان فتنه بود شکست خورد، هرچند برای معاویه دستاورد سیاسی بزرگی داشت و شامیان تا ذی‌الحجه (آوریل-مه) سال ۳۷ با معاویه به‌عنوان خلیفه بیعت کردند.
کوفیان به ابوموسی معترض شدند و وی به مکه گریخت. علی رأی صادر شده را تقبیح کرد و اعلام نمود حکمیت قرآن را پشت سر انداخته و نهایتاً به وفاق هم نرسیدند. سپس از مردم خواست مجدداً برای جنگ با معاویه گرد آیند.
حکمیت دوم احتمالاً در محرم سال ۳۸ هجری مصادف با ژوئن یا ژوئیه ۶۵۸ میلادی یا شعبان آن سال مصادف با ژانویه ۶۵۹ میلادی در اذرح رخ داد. مادلونگ می‌نویسد با توجه به اینکه علی دیگر ابوموسی را نماینده خود نمی‌دانست و کسی را نیز به نمایندگی تعیین نکرده بود، در این واقعه مشارکتی نداشت. از سوی دیگر بزرگان دینی مدینه که در حکمیت اول شرکتی نداشتند کوشیدند تا از این طریق بحران خلافت را حل کنند. پوناوالا می‌گوید پس از حکمیت اول علی و معاویه هیچ‌کدام دیگر خلیفه به حساب نمی‌آمدند و حاکمانی شورشی تلقی می‌گردیدند. اما به‌عنوان دو رقیب برای خلافت به حساب می‌آمدند. به نظر می‌آید که داوران و دیگر افراد نامدار، به استثنای نمایندگان علی، با یکدیگر ملاقات کردند تا در مورد انتخاب خلیفه جدید به بحث بپردازند.
معاویه کوشید تا ادعای خلافت خود را که در شام تثبیت کرده بود، از طریق اقناع بزرگان دینی که بی‌طرف مانده بودند به کل امت اسلامی گسترش دهد؛ لذا، بزرگانی از تابعین را نیز دعوت کرد. عمروعاص از خلافت معاویه حمایت می‌کرد، اما ابوموسی اشعری در پی تشکیل شورای خلافت یا گزینش دامادش عبدالله بن عمر بود. عمروعاص ابوموسی را فریفت و وی به شکل ابلهانه‌ای به آلت تحقق امیال معاویه تبدیل شد. پوناوالا می‌نویسد عبدالله بن عمر به خاطر فقدان اجماع بر روی خلیفه شدنش، این پیشنهاد را رد نمود. پس از آن، ابوموسی اشعری به عمروعاص پیشنهاد کرد که هر دو علی و معاویه از خلافت عزل شده و کار تعیین خلیفه به شورا موکول شود و عمروعاص پیشنهادش را پذیرفت. ابوموسی در ملأ عام مورد توافقش با عمرو عاص را اعلام کرد ولی عمروعاص برخلاف توافق پیشین بیان داشت که علی را عزل و خلافت معاویه را تأیید کرد. این امر سبب شد ابوموسی برآشوبد و حکمیت را ترک کند.

### نبرد نهروان
پس از حکمیت اول، هنگامی که علی دریافت معاویه بیعت با خود به‌عنوان خلیفه را پذیرفته است، سعی کرد سپاه تازه‌ای را سامان دهد و از مسلمانان خواست با کسانی بجنگند که بر شیوه کسری و قیصر حکومت می‌کنند و بندگان خدا را به خدمت می‌گیرند. وی از خوارج نیز برای پیوستن به جنگ علیه معاویه دعوت کرد، اما آنان پافشاری کردند که علی اول اقرار به توبه از کفری کند که از نظرشان با پذیرش حکمیت مرتکب شده بود. پوناوالا می‌گوید در این هنگام، فقط انصار، باقی‌ماندگان قرا به رهبری مالک اشتر و تعداد کمی از مردان قبایلشان، به علی وفادار ماندند. علی با سپاه جدیدش کوفه را به منظور براندازی معاویه ترک کرد.
در حالی که علی در راه شام بود، خوارج دست به کشتن افرادی زدند، که با آن‌ها اختلاف دیدگاه داشتند؛ لذا سپاه علی و به‌خصوص اشعث بن قیس از وی خواستند که نخست با خوارج برخورد کند، چون از جانب آن‌ها برای خویشان و اموال خود احساس ناامنی می‌کردند؛ لذا علی در ابتدا به نهروان رفت تا با مخالفان تعامل کند. هرچند نظر اکثریت سپاه بر این بود، اما برخی سپاه را ترک کردند. علی از خوارج خواست که قاتلان را تسلیم کنند، اما آن‌ها در پاسخ گفتند جملگی این قتل‌ها را مرتکب شده و ریختن خون پیروان علی را حلال می‌دانند.
نبرد نهروان به روایت بلاذری در ۹ صفر سال ۳۸ هجری (حدوداً ۱۷ ژوئیه سال ۶۵۸ میلادی) و به روایت ابومخنف در ذی الحجه سال ۳۷ هجری مقارن با نیمه ماه مه سال ۶۵۸ میلادی رخ داد. علی و برخی از اصحابش از خوارج خواستند که دست از دشمنی و جنگ بردارند، اما آن‌ها نپذیرفتند. سپس علی پرچم عفو را دست ابوایوب انصاری داد و اعلام کرد هر کس نزد آن پرچم برود و همچنین اگر کسی از خوارج نهروان را ترک کند و مرتکب قتلی نشده باشد، در امان است. بدین ترتیب صدها تن از خوارج از سپاهشان جدا شدند و از حدود ۴۰۰۰ نفر تنها ۱۵۰۰ یا ۱۸۰۰ تن باقی ماندند. نهایتاً علی منتظر ماند تا خوارج نبرد را آغاز کنند و سپس با سپاهی حدوداً چهارده هزار نفری به باقی‌مانده لشکر خوارج یورش برد. از سپاه علی بین ۷ تا ۱۳ نفر کشته شدند، حال آنکه تقریباً همه خوارجی که دست به شمشیر بردند کشته و زخمی شدند. علی دستور داد زخمیان خوارج به قبایلشان تحویل گردند تا مداوا شوند.
مادلونگ می‌نویسد نبرد با خوارج چالش‌برانگیزترین رخداد دوران خلافت علی بود. هرچند از دید یک دولتمرد عادی جنگ با شورشیان بیعت شکن خون‌ریزی که آشکارا تهدید به قتل دیگران می‌کردند معقول و بلکه ضروری بود، اما اینان پیش از این از همراهان علی و همچون خود وی از مخلص‌ترین باورمندان به قرآن بودند. آن‌ها می‌توانستند از پرشورترین متحدان علی در مقابله با انحراف از قرآن باشند. اما علی نمی‌توانست به درخواست آنان اقرار به کفر خود کند یا دیگر مسلمانان را کافر بداند. یا آنکه از قتل‌هایی که مرتکب شده بودند چشم پوشی کند. به هر حال بعد از این رخداد، اولویت نخست علی آن بود که مجدداً در میان قرا وفاق ایجاد کند. هرچند علی درصدد بود که مستقیماً از نهروان به سوی شام لشکرکشی کند، اما سپاهش به رهبری اشعث بن قیس با شکوه از فقدان توشه جنگی او را مجبور به حرکت به سمت کوفه کردند و در آنجا لشکرگاه را ترک کردند. پوناوالا می‌نویسد کشتار منتجه از سوی بسیاری از افراد، تقبیح شد و فرار کردن سربازان از سپاه علی، وی را مجبور کرد تا به کوفه بازگردد و نتواند به سمت معاویه لشکر کشی کند.

### سقوط مصر
محمد بن ابی بکر، فرماندار مصر، در مواجهه با طرفداران عثمان ناتوان بود و آن‌ها به‌تدریج به معاویه گرایش یافتند. وقتی علی دریافت وی از کنترل اوضاع مصر ناتوان است، بلافاصله پس از حکمیت و پیش از لشکرکشی مجدد به سوی شام مالک اشتر را به جای وی گماشت. اما مالک در طول راه به دست عوامل معاویه مسموم و کشته شد. سپس عمرو عاص با سپاهی شش هزار نفره به مصر حمله برد و حامیان عثمان در آنجا به وی پیوستند و سپاه دو هزار نفره محمد بن ابی بکر را شکست دادند. آن‌ها جسدش را در پوست خری کرده و سوزاندند. در این احوال، علی به زحمت طی ۵۰ روز توانست سپاهی دو هزار نفری برای یاری محمد بن ابی بکر تدارک بیند، اما پیش از گسیل آن‌ها خبر کشته شدن وی را دریافت کرد.
واله یری می‌نویسد در زمانی که علی مشغول رفع شورش خوارج بود معاویه کنترل مصر را در دست گرفت. اما مادلونگ می‌نویسد احتمالاً فتح مصر توسط معاویه مدتی بعد از نبرد نهروان رخ داده است و تاریخ این واقعه صفر یا ربیع‌الاول سال ۳۸ مقارن با ژوئیه، اوت یا سپتامبر ۶۵۸ بوده است. پوناوالا می‌نویسد در اواخر سال ۳۹ هجری مصادف با ۶۶۰ میلادی، معاویه سپاهیان علی را در مصر شکست داد و عمروعاص را حاکم آنجا نمود. در همین زمان، علی کنترل حجاز را نیز از دست داد.

### غارات
معاویه حملات پراکنده‌ای را از سال ۳۷ هجری، پس از نبرد نهروان، تدارک دید که به صورت راهزنی و قتل مردم عادی با هدف ایجاد رعب و وحشت در سرزمین‌های عراق و حجاز انجام می‌شد و تاریخ نگاران مسلمان آن را اصطلاحاً «غارات» نامیده‌اند.

### لشکرکشی به حجاز
در سال ۳۹، علی کنترل حجاز را نیز از دست داد. در سال ۴۰ هجری علی حتی کنترلی بر شهرهای مکه و مدینه نداشت. علی عملاً به شهر کوفه محدود شده بود و در موضعی تدافعی بود تا آنجا که اقدامی در برابر لشکرکشی‌های معاویه به قلب عراق، یمن و عربستان نکرد. افکار عمومی عرب به سمت جانشینی معاویه تمایل داشت. چرا که وی توسط نیروهای منظمی پشتیبانی می‌شد و می‌توانست قدرت را در میان نخبگان عرب حفظ و امپراتوری عرب را کنترل کند.
در سال آخر خلافت علی، مردم کوفه و بصره پس از حملات لشکریان معاویه به شهرهای عراق، ماهیت واقعی معاویه را شناختند و دوباره با علی ضد معاویه متحد شدند. با این حال نگرش مردم نسبت به علی در این مقطع زمانی، به شدت متفاوت بود. فقط اقلیت کوچکی از آن‌ها معتقد بودند که علی بهترین شخص پس از محمد برای خلافت است. در حالی که اکثریت مردم او را به علت دشمنی با معاویه مورد حمایت قرار دادند.

### کشته شدن
تعدادی از خوارج تصمیم به قتل علی، معاویه، و عمرو عاص به صورت هم‌زمان گرفتند تا به عقیدهٔ خود اسلام را از دست این سه تن که مسئول جنگ‌های داخلی بودند، خلاص کنند که تنها موفق به کشتن علی شدند و معاویه و عمرو عاص جان سالم به در بردند.
در منابع روز ضربت خوردن علی ۱۷، ۱۹، و ۲۱ رمضان گزارش شده است. اما شیخ مفید روز ۱۹ را صحیح‌تر می‌داند و ابن ابی الحدید نیز می‌نویسد چون این سه تن کارشان را عبادت می‌دانستند بنابراین آن را در شب قدر ۱۹ رمضان قرار دادند تا ثواب بیشتری برده باشند. روز مرگ علی هم در منابع از ۱۱ تا ۲۱ رمضان گزارش شده است و مدت تحمل ضربت را دو یا سه روز دانسته‌اند.
علی هنگامی که مشغول خواندن نماز صبح در مسجد کوفه بود و به روایتی دیگر در کنار در مسجد توسط عبدالرحمن بن ملجم و با یک شمشیر زهرآگین از ناحیهٔ سر ضربت خورد. عبدالرحمن این عمل را به قصد انتقام‌گیری از وی در قبال کشتار نهروان انجام داد. دو روز بعد در ۱۹ یا ۲۱ رمضان ۴۰ هجری، علی در سن ۶۲ یا ۶۳ سالگی درگذشت.

## خلافت حسن (۴۱هـ/۶۶۱م) و پایان خلافت راشدین
علی خود شخصاً جانشینی برای خودش تعیین نکرده بود. بعد از مرگ علی، عبیدالله بن عباس مردم را به بیعت با حسن فرا خواند و بیعت با حسن انجام شد که بدین ترتیب حسن می‌توانست روی ۴۰۰۰۰ مرد جنگی که از دوران پدرش به وی وفادار بودند حساب کند.
معاویه چه از طریق مکاتبه و چه از طریق سخنرانی، خلافت حسن را به رسمیت نمی‌شناخت و شروع به فراخوانی نیروهای جنگی از شام و فلسطین و شرق اردن نمود. وقتی میل به جنگیدن معاویه (با پیشروی لشکریانش تا موصل و احتمالاً در عین حال مذاکره بر سر صلح با حسن) بر همه آشکار گردید، حسن ۱۲۰۰۰ مرد جنگی را به فرماندهی عبیدالله بن عباس برای مقابله با معاویه فرستاد. ویلفرد مادلونگ، لئورا وچا ولیری و برخی دیگر از تاریخ پژوهان معتقدند، حسن به دنبال جنگ نبود.
دو یا سه ماه پس از خلافت، حسن با سپاهی به ساباط مدائن رسید. در آنجا شورشی در میان لشکرش علیه وی رخ داد. سپس، یکی از خوارج در حالی که فریاد می‌کشید که تو همانند پدرت علی کافر شده‌ای، با خنجری ران حسن را زخمی‌کرد. بعد از آن اخبار حمله به حسن به‌طور عامدانه از سوی معاویه منتشر شد، لشکریان حسن منهزم شدند. معاویه تا اخنونیه پیشروی نمود و در آنجا با لشکریان عبیدالله بن عباس روبرو شد. معاویه در اخنونیه توقف کرد و با حسن مذاکره نمود. سپس به عبیدالله بن عباس، فرمانده سپاه حسن، گفت که حسن تقاضای صلح از وی نموده است. وی، عبیدالله را با وعده یک میلیون درهم پاداش از حسن جدا کرد. این شکست باعث بروز اختلاف در سران سپاه حسن گردید. ۸۰۰۰ تن صلح را پذیرفتند. به دنبال جدایی عبیدالله بن عبّاس از سپاه حسن، قیس بن سعد، فرماندهی سپاه را بر عهده گرفت و با ۴۰۰۰ تن جلوی سپاه شام ایستاد.
نهایتاً، صلح حسن و معاویه از جنگ بین عراقیان و شامیان جلوگیری کرد و طی آن خلافت به شروطی از حسن به معاویه منتقل گردید. این واقعه در ۱۱ ربیع‌الثانی ۴۱ هجری/ اوت ۶۶۱ میلادی پس از ۷ ماه از حکومت حسن بود. بعد از متارکه جنگ، لشکر معاویه به کوفه آمد و معاویه در سخنرانی اش تمامی عهده‌های نهاده شده را (که تنها به منظور خاموش کردن مقطعی جنگ و راضی کردن مخالفان بود) انکار کرد.
در منابع، شرایط صلح حسن، به صورت ضد و نقیض بیان شده است بعضی روایات حاکی از آن هستند که معاویه کاغذ سفیدی برای حسن فرستاد که شروط را در آن بنویسد. قرار شد که سالانه ۱ میلیون درهم به حسن پرداخت گردد و ۵ میلیون درهم از خزانه کوفه و مالیات برخی مناطق ایران مانند اهواز، فسا و دارابگرد به وی تعلق گیرد. به روایتی قرار شد که دو میلیون درهم از سوی معاویه پرداخت شده و بنی هاشم بر قبایل دیگر قریش درگرفتن مزایا و عطاها ارجح شمرده شوند. از دیگر شرایط می‌توان به انتقال قدرت از معاویه به حسن پس از مرگ معاویه اشاره کرد. اما تعیین کردن پیشاپیش خلیفه بعدی در بین مسلمانان آن زمان جا نیفتاده بود و معلوم بود که معاویه بعدها در مورد قبول این مطلب از سوی جامعه مسلمانان با مشکل مواجه خواهد شد. حسن نیز ضمانت محکمی از معاویه نگرفت. مادلونگ قرارداد صلح حسن را چنین می‌نویسد:
- معاویه طبق کتاب خدا و سنت پیامبر و خلفای صالح عمل نماید.
- معاویه نمی‌تواند برای خود جانشینی انتخاب کند و این کار را باید به شورا واگذار کند.
- برای همگان در هر جایی امنیت وجود خواهد داشت.
- معاویه آشکارا یا نهان حسن یا هیچ‌کدام از یاران او را مورد ارعاب قرار نخواهد داد.[۵۵]

واله یری می‌نویسد احتمال دارد که حسن به علت نبود نهضت حامیش، صلح را پذیرفته باشد. اگر بپذیریم که علی، هفته به هفته، خزانه را خالی می‌کرد و محتویاتش را بین مردم تقسیم می‌کرد، بنابراین دولت حسن با مشکلات مالی روبرو بود. علاوه بر آن، علی در سال‌های آخر خلافتش با شکست‌های پی در پی مواجه شد و این مهم در زمان خلافت حسن تشدید شد. از این رو حسن نمی‌توانست به سربازانی تکیه کند که میل چندانی به جنگیدن نداشتند. تبعات بعدی صلح، بر علویان بسیار گران آمد. در بحث‌هایی که با آن‌ها می‌شد، آن‌ها در مورد این مطلب که حسن از حق خودش به عنوان خلیفه کناره گرفته و بنابراین آن‌ها دلیلی برای مخالفت ندارند، پاسخی نداشتند. سید محمدحسین طباطبایی با اشاره به صلح حسن می‌نویسد: «اگر حسن یا حسین با معاویه می‌جنگیدند و کشته می‌شدند، برای اسلام کمترین سودی نمی‌بخشید و در برابر سیاست حق به جانبی معاویه که خود را صحابی، کاتب وحی و امیرالمؤمنین معرفی کرده و هر دسیسه را به کار می‌برد، تأثیری نداشت.»-

## نتایج فتنه اول

### امپراتوری امویان
امویان از سال ۶۶۱ تا ۷۵۰ میلادی به عنوان خلفای امپراتوری تازه تأسیس اسلامی در دمشق حکومت کردند و اولین سلسله موروثی را در تاریخ اسلام پدیدآوردند.
بعد از درگذشت حسن در ۴۹ هـ برابر با سال ۶۷۰م، معاویه در سال ۵۰ هجری برخلاف قرارداد یزید را ولیعهد خود کرد و اهالی شام را مجبور به بیعت با یزید کرد همچنین معاویه در این هنگام هزار اسب سوار را به بهانهٔ حج به مکه فرستاد سپس آن‌ها وارد مدینه شدند، مردم را تحت فشار شمشیرها ناگزیر به بیعت با یزید کردند. ۱۰ سال پس از ولیعهدی یزید، معاویه ۶۰ هـ (ماه آوریل ۶۸۰م) می‌میرد و یزید خلیفه می‌شود. بدین ترتیب خلافت اولیه به پایان رسید و دولت اسلامی دوم، خلافت اموی آغاز شد که نظام حکومتی از شورا و ساده‌زیستی حاکمان (نسبت به پادشاهی‌های معاصر) به نظام وراثتی و شبیه به پادشاهی تبدیل شد که خلافت‌های اسلامی بعد از امویه نیز شیوهٔ امویه را در پیش گرفتند.

### انشقاق مذهبی
نتیجه دیگر فتنه اول از بین رفتن وحدت امت اسلامی و شکل‌گیری دسته‌ها و مذاهب متعدد سیاسی و مذهبی بود.